# Radlje ob Dravi

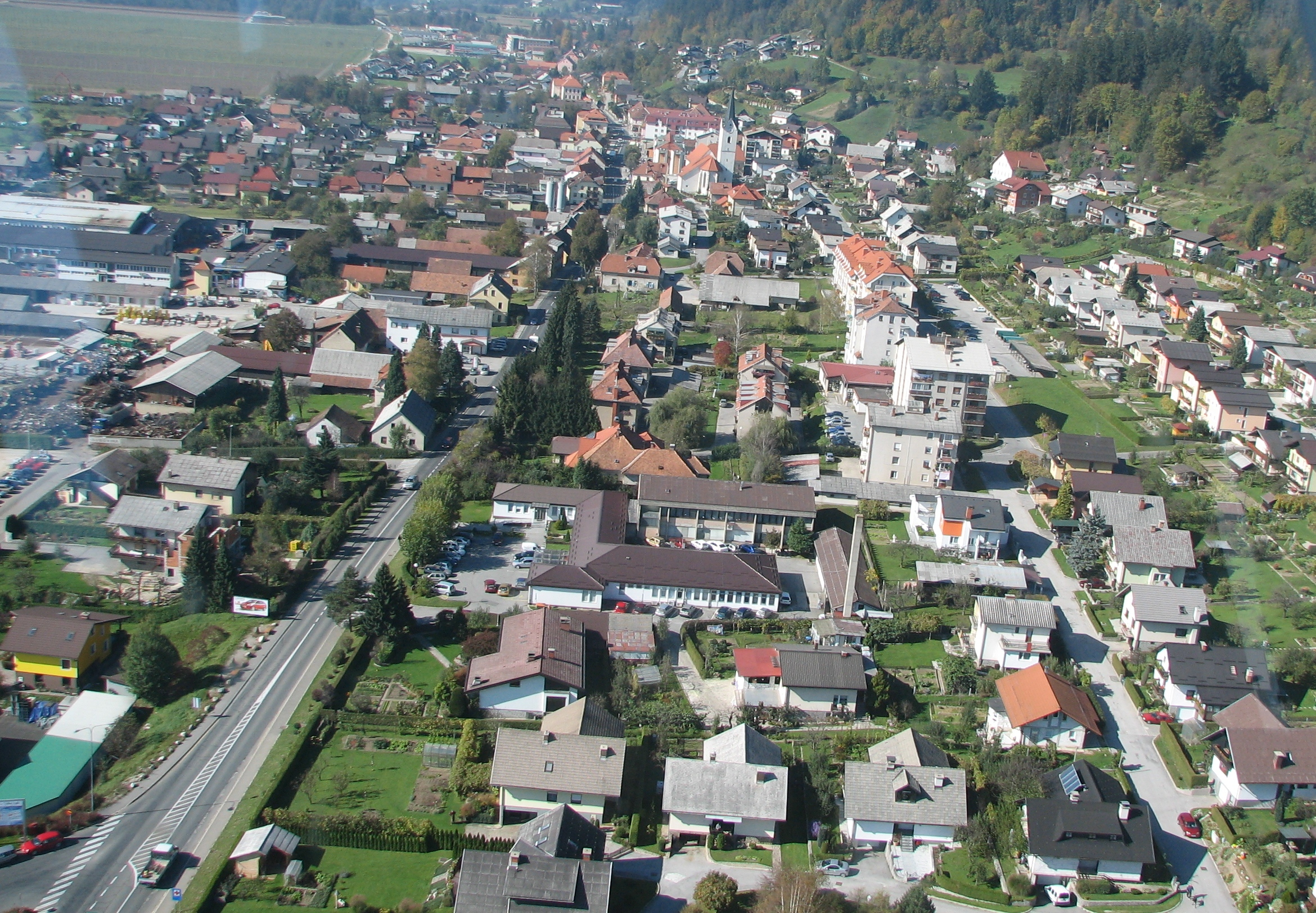
Radlje ob Dravi, 2007

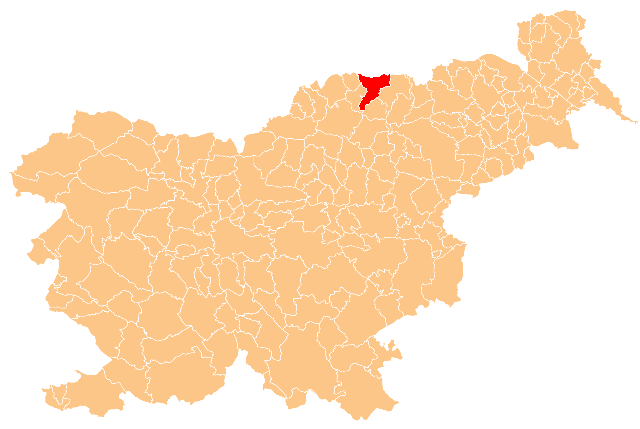
Radlje ob Dravis läge i Slovenien.

Radlje ob Dravi (tyska: Marenberg) är en ort och kommun i norra Slovenien. Hela kommunen hade 6 279 invånare i slutet av 2007, varav 2 769 invånare bodde i själva centralorten.
Fotbollsspelaren Robert Koren är från Radlje ob Dravi.